# جولیمار روخاس
جولیمار روخاس (اسپانیایی: Yulimar Rojas‎؛ زادهٔ ۲۱ اکتبر ۱۹۹۵) ورزشکار پرش سه‌گام اهل ونزوئلا است.
وی در مسابقات کشوری و بین‌المللی در مجموع برندهٔ ۲ مدال طلا، ۱ مدال نقره شده‌است.